# Димитровец
Димитровец е първият български камион.

## История
Първият български камион Димитровец е произведен в София през 1949 година. Тритонният камион прави първия си пробег на шосето за Княжево. Камионът е използвал части от други автомобили. Представен е на автомобилното изложение в Пловдив. Машината е именована на социалистическия лидер – Георги Димитров.